# سیارک ۱۸۱۱۵
سیارک ۱۸۱۱۵ (به انگلیسی: 18115 Rathbun، نامگذاری:2000NT19) هجده هزار و صد و پانزدهمین سیارک کشف شده‌است که در ۵ ژوئیه ۲۰۰۰ کشف شد.
قدر مطلق سیارک برابر ۱۸.۶ است.